# پانجین
پانجین (به لاتین: Panjin) یک شهر مرکزی در جمهوری خلق چین است که در لیائونینگ واقع شده‌است.

## خصوصیات
پانجین ۴٬۰۸۴ کیلومترمربع مساحت و ۱٬۳۹۲٬۴۹۳ نفر جمعیت دارد.

## خواهرخوانده
شهرهای تیخوانا و ارشهزا خواهرخوانده‌های پینجین هستند.